# Грегъри Пек
Грегъри Пек (на английски: Gregory Peck) е американски актьор, носител на „Сезар“ две награди „Оскар“ и шест награди „Златен глобус“, номиниран е за „Еми“ и две награди на БАФТА. От 1960 г. има звезда на Холивудската алея на славата. През 1999 година Американският филмов институт включва Пек под Номер-12 в класацията на най-големите мъжки звезди на класическото Холивудско кино.

## Биография
Елдред Грегъри Пек е роден на 5 април 1916 година в Ла Хоя, Сан Диего, щат Калифорния, в семейството на аптекар. Майката изоставя семейството, когато Пек е само на три години. С неговото отглеждане и възпитание се заема баба му, Кейт Ейърс. Пек учи във военната академия „Сейнт Джон“ в Лос Анджелис и в Калифорнийски университет, Бъркли.
За учението си Пек плаща сам, работейки като шофьор на камион за петролна компания. В университета Пек с особено желание изучава литература и актьорско майсторство, участва в представленията на университетския театър. През 1939 година получава степен бакалавър, но решава да поеме по актьорската пътека и заминава за Ню Йорк. Бродуей обаче е негостоприемен и Пек е принуден да работи като билетопродавач в мюзик-хол „Радио сити“. По късно става гид в теле-студиото на NBC и дори за кратко време – манекен.
През 1944 година Пек получава предложение за главна роля във филма „Дни на слава“. През 1945 – във втори филм, „Ключовете от царството“, в който играе ролята на свещеник. Филмът му носи първа номинация за академична награда Оскар.
За половин век в киноиндустрията Пек се снима в над петдесет филма. Няколко пъти е номиниран за Оскар, но само веднъж печели заветната статуетка – за филма „Да убиеш присмехулник“ (Най-добър актьор за 1962 г.), в който играе ролята на адвоката Атикус Финч. Филмът излиза по екраните през 1962 година, когато САЩ стават арена за граждански права на негрите и така става не само кино-, но и обществено-политическо събитие.
Станал вече звезда от световна величина, Пек продължава от време на време да играе роли в неголемия театър в родния си град – „Плейхауз“, който основава заедно с Мел Ферер през 1947 година. Преди края на живота си той вцепенява цяла Америка с моноспектакъла „Разговори с Грегъри Пек“, където разказва за себе си и отговаря на въпроси на зрителите.
Умира в дома си в Лос Анджелис на 12 юни 2003 година (на 87-годишна възраст) от кардио-респираторна недостатъчност и бронхопневмония.

## Интересни факти
- Филмът „Дни на слава“, където Пек играе руски партизанин, е обявен от маккартистите за „комунистическа пропаганда“, а в СССР излиза слух, че Пек по произход е руснак.

## Избрана филмография
| Година | Филм                         | Оригинално заглавие      | Роля                         | Режисьор              |
| ------ | ---------------------------- | ------------------------ | ---------------------------- | --------------------- |
| 1945   | Омагьосаният                 | Spellbound               | Джон Балантайн / д-р Едуардс | Алфред Хичкок         |
| 1947   | Джентълменско споразумение   | Gentleman's Agreement    | Филип Грийн                  | Елия Казан            |
| 1948   | Жълто небе                   | Yellow Sky               | Джеймс (Стреч) Доусън        | Уилям Уелман          |
| 1950   | Стрелецът                    | The Gunfighter           | Джими Ринго                  | Хенри Кинг            |
| 1952   | Светът е в ръцете му         | The World in His Arms    | Капитан Джонатан Кларк       | Раул Уолш             |
| 1952   | Снеговете на Килиманджаро    | The Snows of Kilimanjaro | Хари Стрийт                  | Хенри Кинг            |
| 1953   | Римска ваканция              | Roman Holiday            | Джо Брадли, журналист        | Уилям Уайлър          |
| 1954   | Банкнота от един милион лири | The Million Pound Note   | Хенри Адамс                  | Роналд Ним            |
| 1958   | Бравадос                     | The Bravados             | Джим Дъглас                  | Хенри Кинг            |
| 1958   | Голямата страна              | The Big Country          | Джеймс Маккей                | Уилям Уайлър          |
| 1959   | На брега                     | On the Beach             | Капитан Дуайт Тауърс         | Стенли Крамър         |
| 1962   | Как беше завладян Запада     | How the West Was Won     | Клив Ван Вален               | Хатауей, Форд, Маршал |
| 1962   | Да убиеш присмехулник        | To Kill a Mockingbird    | Атикус Финч                  | Робърт Мълиган        |
| 1965   | Мираж                        | Mirage                   | Дейвид Стилуел               | Едуард Дмитрик        |
| 1966   | Арабеска                     | Arabesque                | Проф. Дейвид Полък           | Стенли Донън          |
| 1969   | Златото на Маккена           | Mackenna's Gold          | Маршал Сам Макена            | Джей Лий Томпсън      |
| 1976   | Поличбата                    | The Omen                 | Робърт Торн                  | Ричард Донър          |
| 1978   | Момчетата от Бразилия        | The Boys from Brazil     | Доктор Йозеф Менгеле         | Франклин Шафнър       |
| 1991   | Нос Страх                    | Cape Fear                | Лий Хилър                    | Мартин Скорсезе       |
| 1991   | Парите на другите            | Other People's Money     | Андрю Йоргенсон              | Норман Джуисън        |